# Andalgalomys
Andalgalomys là một chi động vật có vú trong họ Cricetidae, bộ Gặm nhấm. Chi này được Williams and Mares miêu tả năm 1978. Loài điển hình của chi này là Andalgalomys olrogi Williams and Mares, 1978.

## Các loài
Chi này gồm các loài: